# لارس پترسون (بازیکن هاکی روی یخ)
لارس پترسون (انگلیسی: Lars Pettersson؛ ۱۹ مارس ۱۹۲۵ – ۸ مه ۱۹۷۱ (aged 46)) ورزشکار هاکی روی یخ اهل سوئد بود.
وی در مسابقات کشوری و بین‌المللی در مجموع برندهٔ ۱ مدال نقره، ۱ مدال برنز شده‌است.